# Xylariaceae
Xylariaceae hay Nấm túi là một họ nấm thuộc ngành Ascomycota, đa phần chúng có kích thước nhỏ. Đây là nhóm thường thấy nhất của Ascomycota, chúng phân bố rộng khắp các vùng ôn đới và nhiệt đới trên thế giới. Chúng được tìm thấy chủ yếu trên gỗ mục, quả, hạt, lá cây một số còn sinh sôi ở tổ của các loài côn trùng, và là tác nhân gây bệnh cho thực vật.
Loài đặc trung của họ nấm này là Daldinia concentrica.
Một bản phân tích phát sinh loài phát hành năm 2009 cho thấy có hai dòng chính trong họ này là Hypoxyloideae và Xylarioideae.

## Các Chi
Dưới đây là danh sách hoàn chỉnh của họ Xylariaceae dựa theo sách Outline of Ascomycota xuất bản năm 2017. Dấu hỏi đứng trước tên chi để cho thấy vị trí của chi đó chưa được chắc chắn.

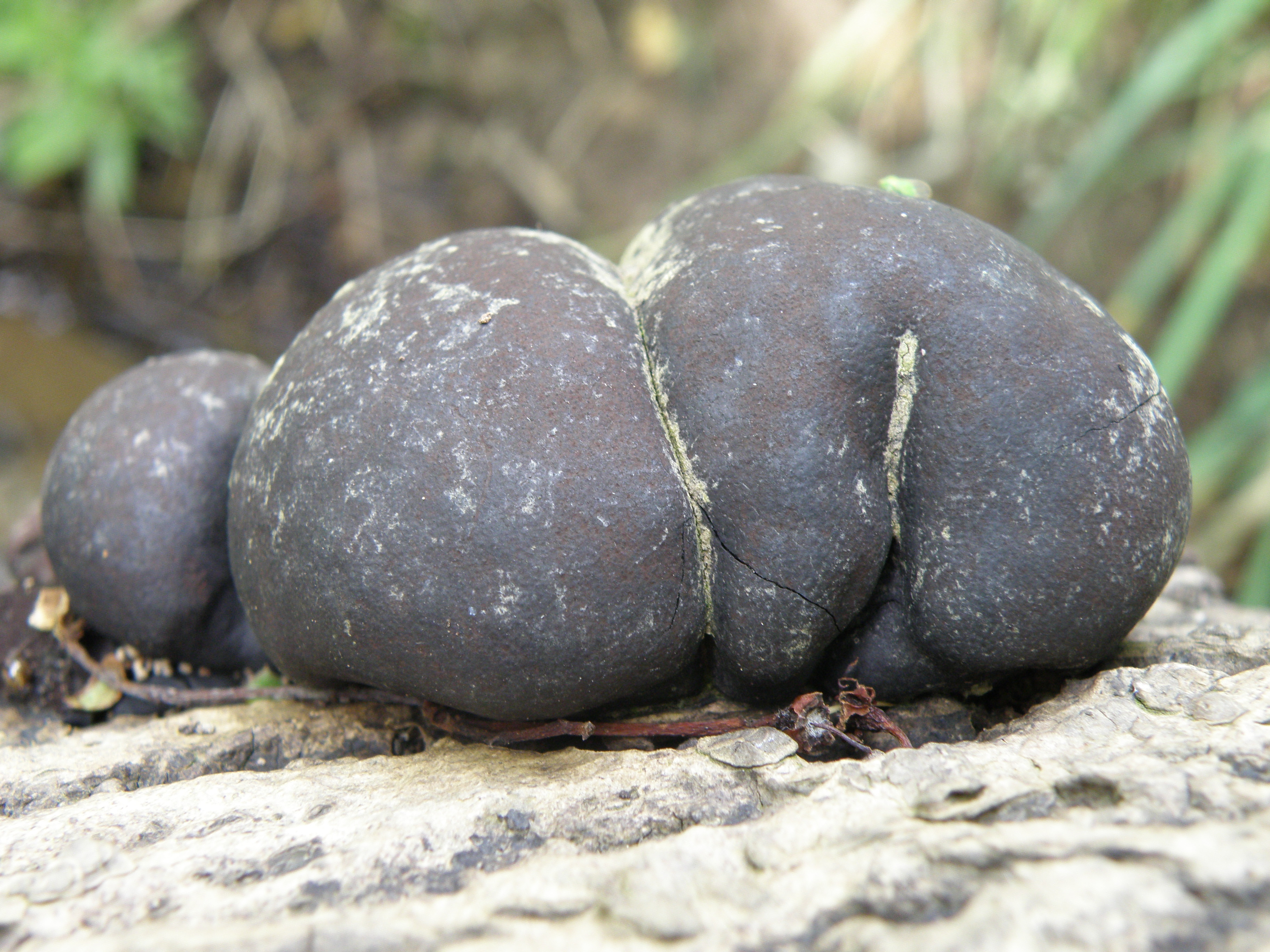
Daldinia concentrica

- Amphirosellinia

- Annulohypoxylon

- Anthostomella

- Appendixia

- Areolospora

- ?Ascotricha

- Ascovirgaria

- Astrocystis

- Barrmaelia

- Biscogniauxia

- Calceomyces

- Camillea

- Chaenocarpus

- Collodiscula

- Creosphaeria

- Cyanopulvis

- Daldinia

- Discoxylaria

- ?Emarcea

- Engleromyces
- Entoleuca

- Entonaema

- Euepixylon

- Fasciatispora

- Fassia

- Gigantospora

- Guestia

- Halorosellinia

- Helicogermslita

- Holttumia

- Hypocopra

- Hypoxylon

- Induratia

- Jumillera

- Kretzschmaria

- Kretzschmariella

- Leprieuria

- ?Leptomassaria

- Lopadostoma

- Muscodor

- Myconeesia

- Nemania

- Nipicola

- Obolarina

- Occultitheca

- Ophiorosellinia

- Pandanicola

- Paramphisphaeria

- ?Paucithecium

- Phylacia

- Pidoplitchkoviella

- Podosordaria

- Poroleprieuria

- Poronia

- Pyrenomyxa (=Pulveria)

- Rhopalostroma

- Rosellinia

- Sabalicola

- Sarcoxylon

- ?Sclerodermatopsis

- ?Seynesia

- Spirodecospora

- Stereosphaeria

- Stilbohypoxylon

- Striatodecospora

- Stromatoneurospora

- Thamnomyces

- Theissenia

- Thuemenella

- Vivantia

- Wawelia

- Whalleya

- Xylaria

- Xylocoremium

- Xylotumulus